# Leucothyreus flavipes
Leucothyreus flavipes är en skalbaggsart som beskrevs av Johann Friedrich von Eschscholtz 1822. Leucothyreus flavipes ingår i släktet Leucothyreus och familjen Rutelidae. Inga underarter finns listade i Catalogue of Life.